# 江都市人民医院
江都市人民医院，是中国江苏省的一所医院，为二级甲等医院，位于江都县江都镇东方红路9号。

## 规模
江都市人民医院现有在职职工1100余名，其中高级职称近200名，中级职称350余名，医学博士6名、硕士52名，省“333工程”培养对象1名，扬州市、江都区有突出贡献的中青年专家6名，扬州市“科教兴卫”工程医学重点后备人才3名，江都区十大科技英才2名。
全院开放床位1033张，有33个临床医技科室，24个病区，1个重症监护室，心血管内科、普外科、胸外科、神经内科、肾内科、麻醉科、呼吸内科、医学影像、医学检验、肿瘤科、病理科等11个科室为扬州市重点专科，妇产科、儿科为重点专科建设单位。医院主要业务指标在扬州市同级医院中名列前茅，年门急诊量58万余人次，出院病人近4万人次，手术11000例次以上。